# Banda ultraampla

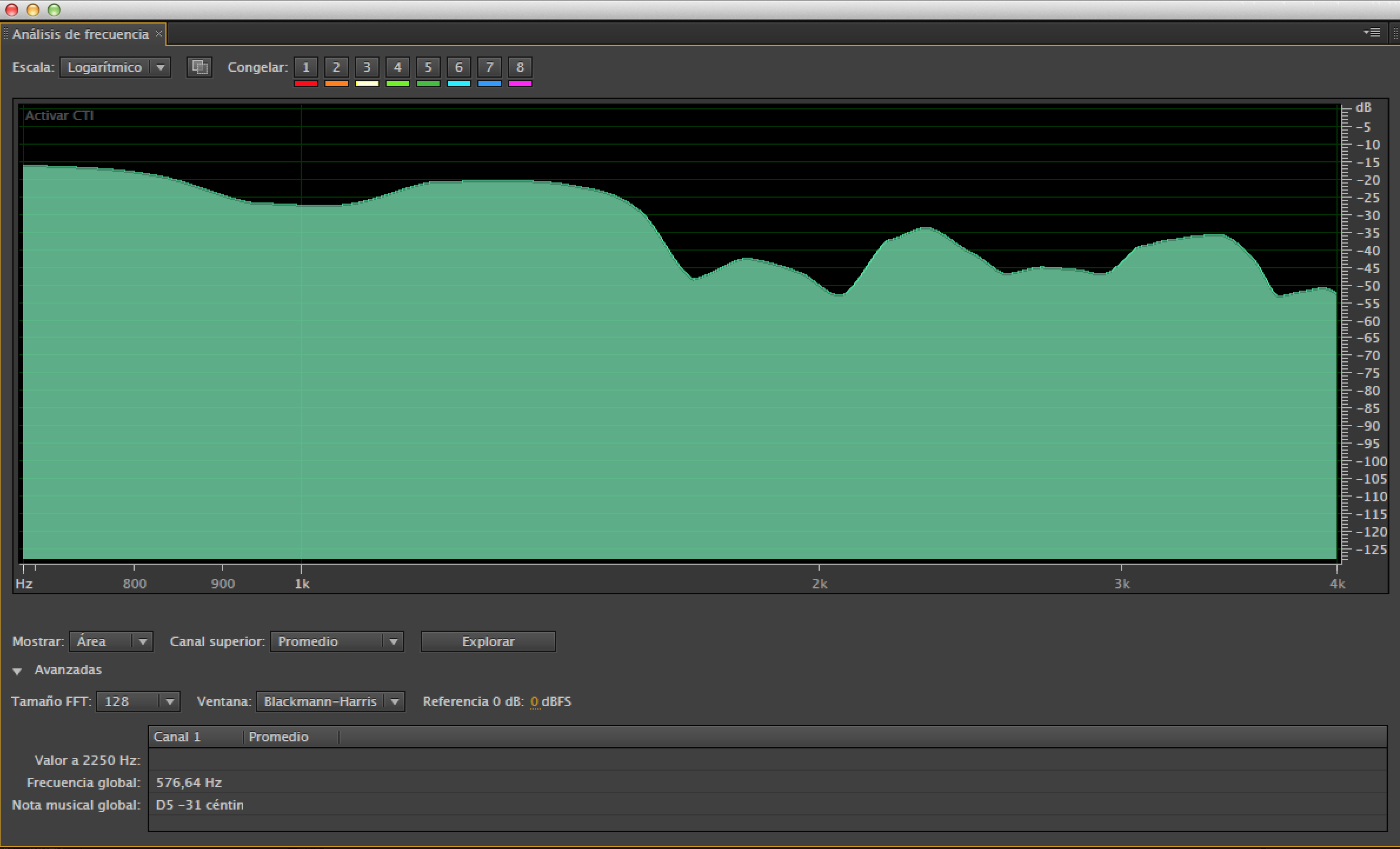
Espectre freqüencial de banda ampla.

La banda ultraampla (amb acrònim anglès UWB, banda ultra ampla, banda ultra ampla i ultrabanda) és una tecnologia de ràdio que pot utilitzar un nivell d'energia molt baix per a comunicacions d'abast curt i gran amplada de banda en una gran part de l'espectre de ràdio. UWB té aplicacions tradicionals en imatges de radar no cooperatives. Les aplicacions més recents tenen com a objectiu la recollida de dades del sensor, la localització precisa i el seguiment. El suport UWB va començar a aparèixer als telèfons intel·ligents de gamma alta el 2019.

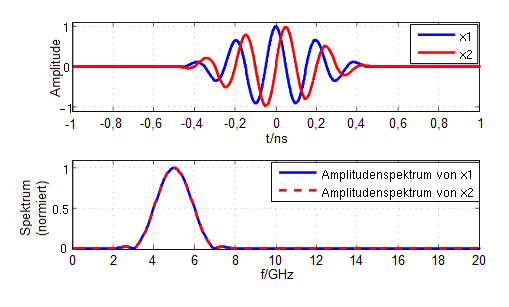
Espectre UWB d'una ona sinusoïdal curta amb una freqüència central de 5 GHz. L'amplada de l'espectre no depèn de la posició de la fase.

La banda ultraampla és una tecnologia per transmetre informació a través d'una amplada de banda ampla (>500 MHz). Això permet la transmissió d'una gran quantitat d'energia del senyal sense interferir amb la transmissió convencional de banda estreta i d'ones portadores a la mateixa banda de freqüència. Els límits regulatoris de molts països permeten aquest ús eficient de l'ample de banda de ràdio i permeten la connectivitat sense fils de xarxa d'àrea personal (PAN) d'alta velocitat de dades, aplicacions de baixa velocitat de dades d'abast més llarg i la coexistència transparent de radar i imatges. sistemes amb sistemes de comunicacions existents.
La banda ultraampla es coneixia anteriorment com a ràdio de pols, però la FCC i el Sector de Radiocomunicacions de la Unió Internacional de Telecomunicacions (ITU-R) defineixen actualment UWB com una transmissió d'antena per a la qual l'amplada de banda del senyal emès supera el menor de 500 MHz o 20% de la freqüència del centre aritmètic. Així, els sistemes basats en polsos, on cada pols transmès ocupa l'amplada de banda UWB (o un agregat d'almenys 500 MHz d'una portadora de banda estreta; per exemple, la multiplexació per divisió de freqüència ortogonal (OFDM): pot accedir a l'espectre UWB.
Una diferència significativa entre les transmissions de ràdio convencionals i la UWB és que els sistemes convencionals transmeten informació variant el nivell de potència, la freqüència i/o la fase d'una ona sinusoïdal. Les transmissions UWB transmeten informació generant energia de ràdio a intervals de temps específics i ocupant un gran ample de banda, permetent així la posició del pols o la modulació del temps. La informació també es pot modular en senyals UWB (polsos) codificant la polaritat del pols, la seva amplitud i/o utilitzant polsos ortogonals. Els polsos UWB es poden enviar esporàdicament a freqüències de pols relativament baixes per suportar la modulació del temps o de la posició, però també es poden enviar a velocitats fins a la inversa de l'amplada de banda del pols UWB. Els sistemes Pulse-UWB s'han demostrat a velocitats de pols de canal superiors a 1.300 milions de polsos per segon utilitzant un flux continu de polsos UWB (Continuous Pulse UWB o C-UWB), alhora que admeten taxes de dades codificades de correcció d'errors directes superiors a 675 Mbit/s.
UWB és útil per a sistemes de localització en temps real, i les seves capacitats de precisió i baixa potència el fan molt adequat per a entorns sensibles a la radiofreqüència, com ara hospitals. La part UWB es basa en l'estàndard IEEE 802.15.4.z.